# طاقة الرياح في إيطاليا

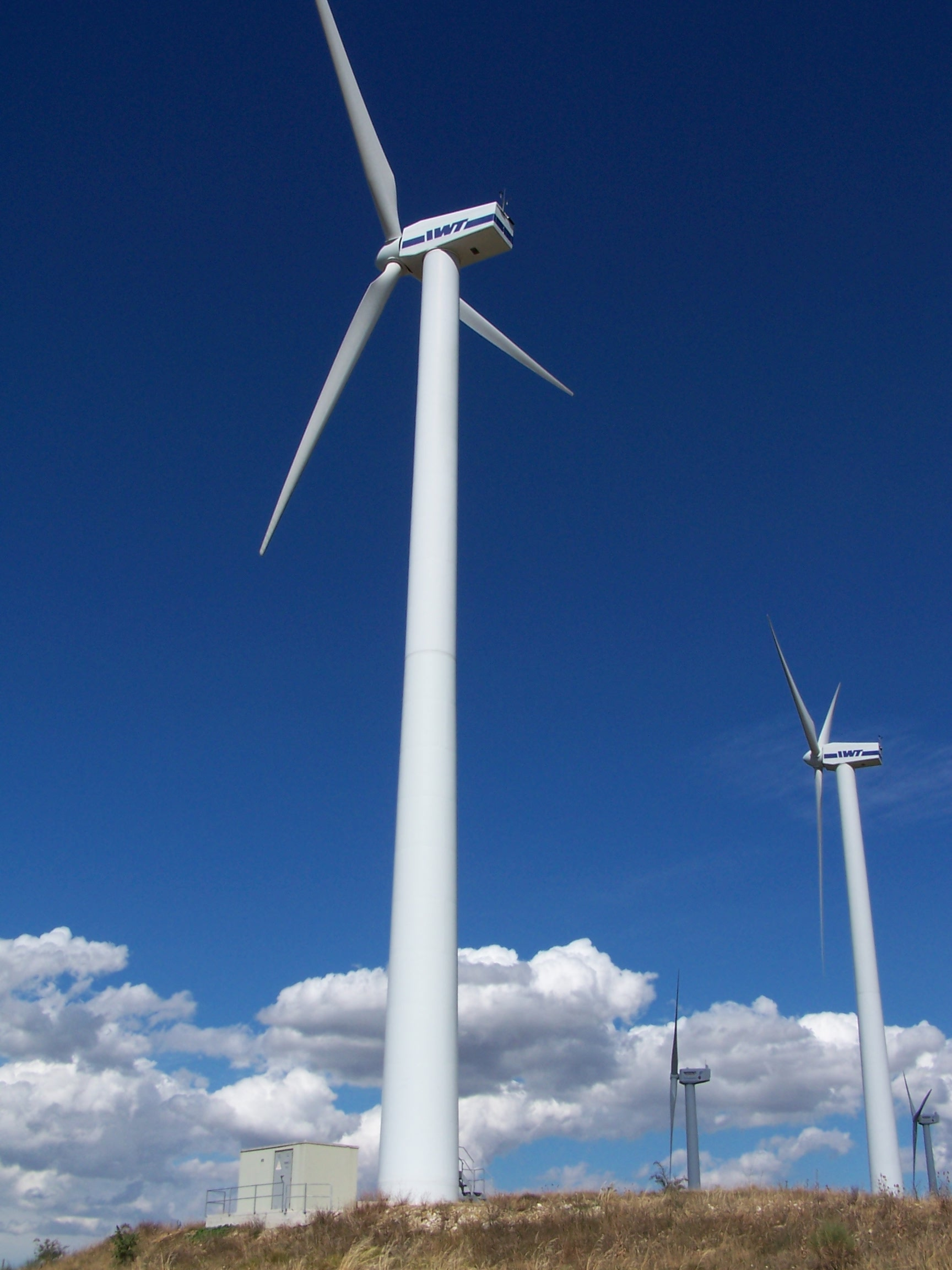
توربينات رياح بالقرب من فريجنتو، مقاطعة أفيلينو، كامبانيا

بحلول نهاية عام 2015، تألفت طاقة الرياح في إيطاليا من أكثر من 1,847 توربينه رياح بسعة إجمالية 8,958 ميجاوات، بنسبة 5.4% من إجمالي احتياجات إيطاليا للطاقة (14,589 جيجاوات ساعة). بحلول عام 2016، تم تصنيف إيطاليا في المركز العاشر في قائمة أكثر الدول إنتاجا لطاقة الرياح. لم يتم التأكيد على إنشاء أي مزارع جديدة لطاقة في الرياح في عام 2016.
في عام 2010، مع تواجد 487 مزرعة رياح نشطة شاركت طاقة الرياح بما يقارب من 19% من إجمالي الطاقة المتجددة المتولدة في إيطاليا حيث قدرت الطاقة الإنتاجية بما يقارب 8,787 جيجا وات ساعة،:38 بزيادة قدرها 29% عن العام السابق.:45

## نظرة عامة

حصة طاقة الرياح في إجمالي الطلب على الكهرباء في أوروبا في عام 2017.
> 40 %
20-30 %
10-20 %
< 10 %

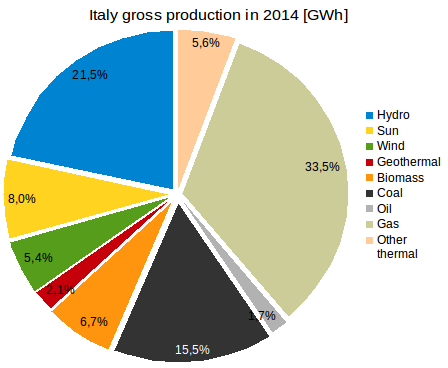
الإنتاج الإجمالي لإيطاليا حسب المصادر 2014.

إنتاج الكهرباء من الشمس والرياح في إيطاليا من 2007 إلى 2014

في عام 2001، أصدرت المفوضية الأوروبية توجيهاتها بشأن توليد الكهرباء من مصادر الطاقة المتجددة حددت فيها أنه يجب على إيطاليا أن توفر 25% على الأقل مم احتياجها للكهرباء من مصادر الطاقة المتجددة بحلول عام 2010. حدد الكتاب الأبيض الإيطالي الصادر عام 1999 أن يتم تثبيت 2,500 ميجاوات بحلول عام 2010، لكن إيطاليا نجحت في تجاوز ذلك الحد في عام 2007. معلنه أنه تم تثبيت 12,000 ميجاوات في عام 2020.
بالنظر إلى أن نمو إيطاليا الأخير في طاقة الرياح بلغ حوالي 30% سنويا، يبدو أن الهدف يمكن الوصول إليه بحلول عام 2015. قدمت إيطاليا نظام حصص الطاقة المتجددة في عام 2002، وتستخدم الشهادات الخضراء لضمان إنتاج منتجي الطاقة والمستوردين نسب مئوية محددة من الكهرباء من مصادر الطاقة المتجددة. يجب أن تأتي الطاقة المتجددة بموجب نظام الحصص من مصانع جديدة أو معاد إنتاجها والتي بدأت العمل بعد 1 أبريل 1999.

## نمو القدرة المركبة
يوضح الجدول الزيادة السنوية في قدرة طاقة الرياح المركبة في السنوات الأخيرة:
| عام  | السعة   | السعة       | المزارع | المزارع     |
| عام  | ميجاوات | نسبة التغير | العدد   | نسبة التغير |
| ---- | ------- | ----------- | ------- | ----------- |
| 2000 | 363     | -           | 55      | -           |
| 2001 | 664     | 82.92%      | 81      | 47.27%      |
| 2002 | 780     | 17.47%      | 99      | 22.22%      |
| 2003 | 874     | 12.05%      | 107     | 8.08%       |
| 2004 | 1,131   | 29.41%      | 120     | 12.15%      |
| 2005 | 1,639   | 44.92%      | 148     | 23.33%      |
| 2006 | 1,908   | 16.41%      | 169     | 14.19%      |
| 2007 | 2,714   | 42.24%      | 203     | 20.12%      |
| 2008 | 3,538   | 30.36%      | 242     | 19.21%      |
| 2009 | 4,898   | 38.44%      | 294     | 21.49%      |
| 2010 | 5,814   | 18.70%      | 487     | 65.65%      |
| 2011 | 6,936   | 19.30%      | 807     | 65.71%      |
| 2012 | 8,144   | 17.42%      |         |             |
| 2013 | 8,552   | 5.01%       |         |             |
| 2014 | 8,703   | 1.77%       |         |             |
| 2015 | 9,126   | 4.86%       |         |             |
| 2016 | 9,388   |             |         |             |

## معرض الصور

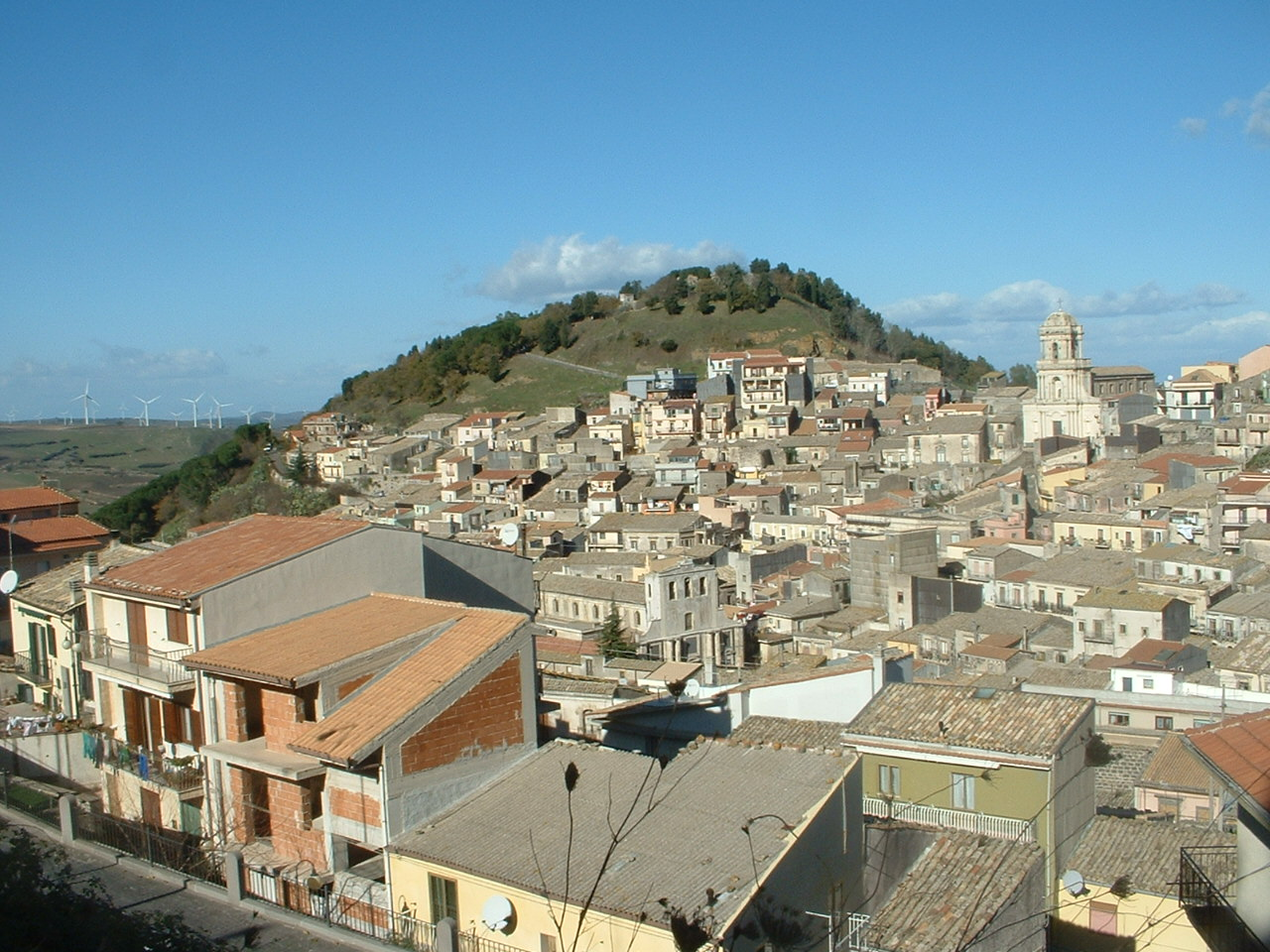
مزرعة الرياح في مقاطعة بوكيري، صقلية
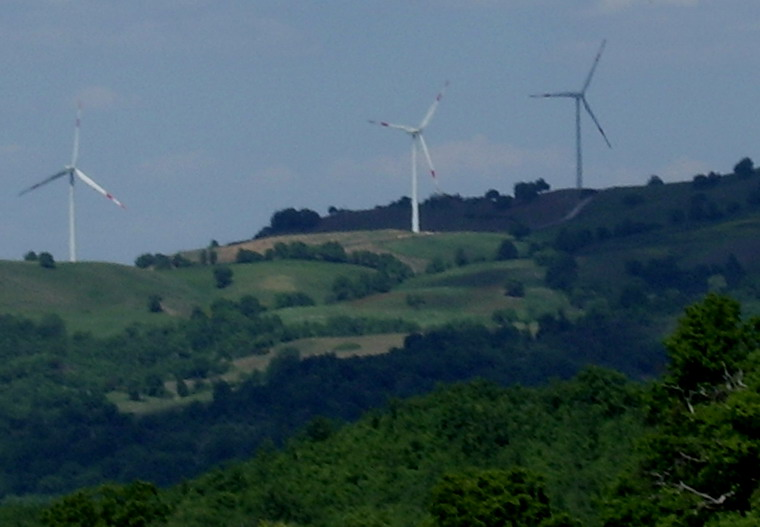
مزرعة رياح بالقرب من سكانسانو في مقاطعة غروسيتو في توسكانا
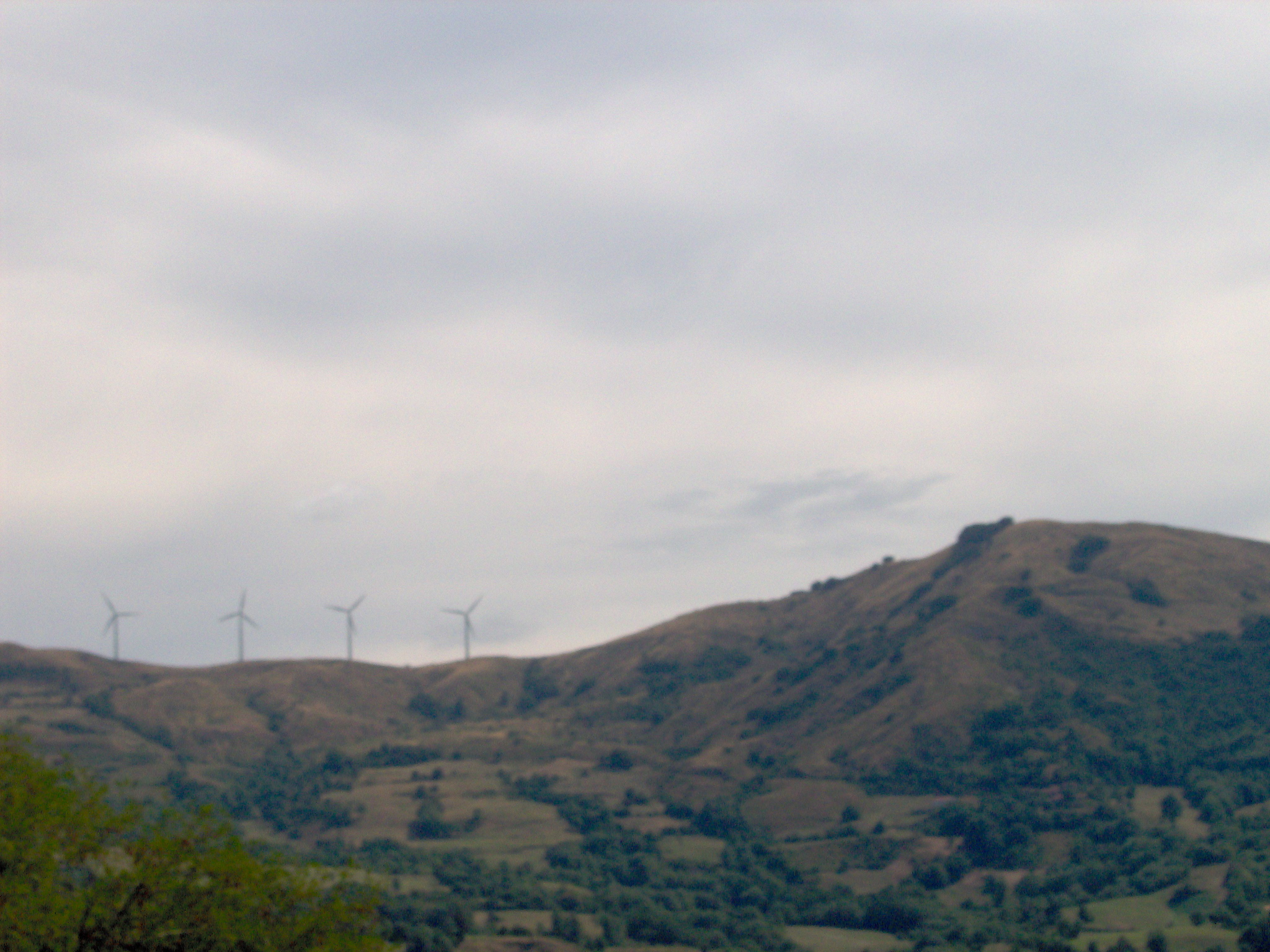
مزرعة رياح في فاريزي ليغور، مقاطعة لا سبيتسيا
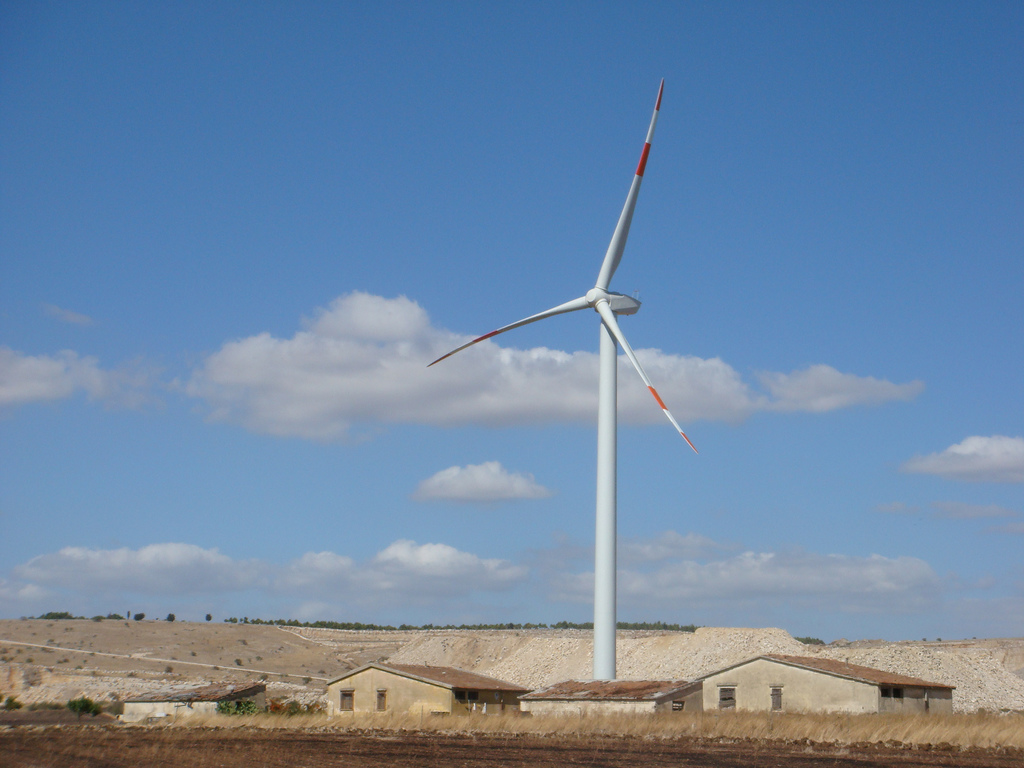
السلطة التوربينات الريحية MM82 في مينرفينو مورجي

## وصلات خارجية
- الرابطة الوطنية لطاقة الرياح.
- البوابة الإيطالية لطاقة الرياح.